# Leviapseudes segonzaci
Leviapseudes segonzaci är en kräftdjursart som beskrevs av Mihai Bacescu 1981. Leviapseudes segonzaci ingår i släktet Leviapseudes och familjen Apseudidae. Inga underarter finns listade i Catalogue of Life.